# Вакацуки (эсминец, 1942)
Вакацуки (яп. 若月, «Луна в первой четверти») — японский эскадренный миноносец времён Второй Мировой войны типа «Акидзуки».

## Строительство
Корпус корабля был заложен 9 марта 1942 года на верфи «Мицубиси» в Нагасаки. Спущен на воду 24 ноября 1942 года, вступил в строй 31 мая 1943 года. Стал шестым эсминцем этого типа и предпоследним в первой серии (подтип «Акидзуки»).

## История службы
После вступления в строй «Вакацуки» был зачислен в состав 11-го дивизиона эскадренных миноносцев. 8 июня корабль принял активное участие в спасении экипажа линкора «Муцу», затонувшего после взрыва боекомплекта.
15 августа эсминец вышел в свой первый поход к Труку. До конца октября он участвовал в патрулировании центральной части Тихого океана, ища американские авианосные соединения. 30 октября корабль доставил лётные экипажи из Трука в Рабаул и стал там на якорь.
1 ноября американцы высадились в бухте Торокина, и на их перехват выдвинулось соединение контр-адмирала Омори, начав тем самым сражение в заливе Императрицы Августы. В ходе ночного боя ни «Вакацуки», ни японские корабли в целом не добились каких-либо успехов из-за отсутствия радаров (был повреждён торпедным попаданием лишь один американский эсминец), потеряв при этом лёгкий крейсер «Сэндай» и эсминец «Хацукадзэ». Утром же 5 ноября собиравшийся в Рабауле японский флот был атакован американской палубной авиацией, тяжело повредившей 2 тяжёлых крейсера, «Вакацуки» же получил лёгкие повреждения от близких разрывов.
6 ноября эсминец сопроводил транспорт до Бугенвиля, а 11-14 ноября эскортировал плавучую базу подлодок «Тёгэй» из Рабаула в Трук (избежав таким образом второго налёта на Рабаул). 18-25 ноября он провёл «Тёгэй» и лёгкий крейсер «Касима» из Трука в Курэ и стал там на ремонт (до начала февраля 1944 года), в ходе которого было значительно увеличено количество 25-мм зенитных автоматов.
6-13 февраля 1944 года «Вакацуки» эскортировал авианосцы «Сёкаку» и «Дзуйкаку» из Курэ в Сингапур. 15-21 марта он перешёл из Лингга в Курэ, а 28 марта-4 апреля провёл авианосец «Тайхо» по обратному маршруту.
12-15 мая «Вакацуки» в составе 1-го мобильного флота совершил переход из Лингга в Тави-Тави. 6 июня в ходе проводки конвоя из Тави-Тави в Баликпапан он принял на борт 45 членов экипажа эсминца «Минадзуки», торпедированного американской подводной лодкой «Хардер».
В ходе сражения в Филиппинском море 19-20 июня «Вакацуки» находился в составе ордера соединения адмирала Одзава. Снял адмиральский штаб с тяжело повреждённого «Тайхо», позже принимал участие в эвакуации экипажей и с других тонущих авианосцев.
8-20 июля эсминец сопровождал транспортный конвой из Курэ до Лингга с заходом в Манилу. Вернулся в Курэ 19 сентября.
16 октября, находясь в охранении конвоя, шедшего из Оита к Тайваню, корабль сопроводил обратно однотипный «Судзуцуки», торпедированный американской подводной лодкой.

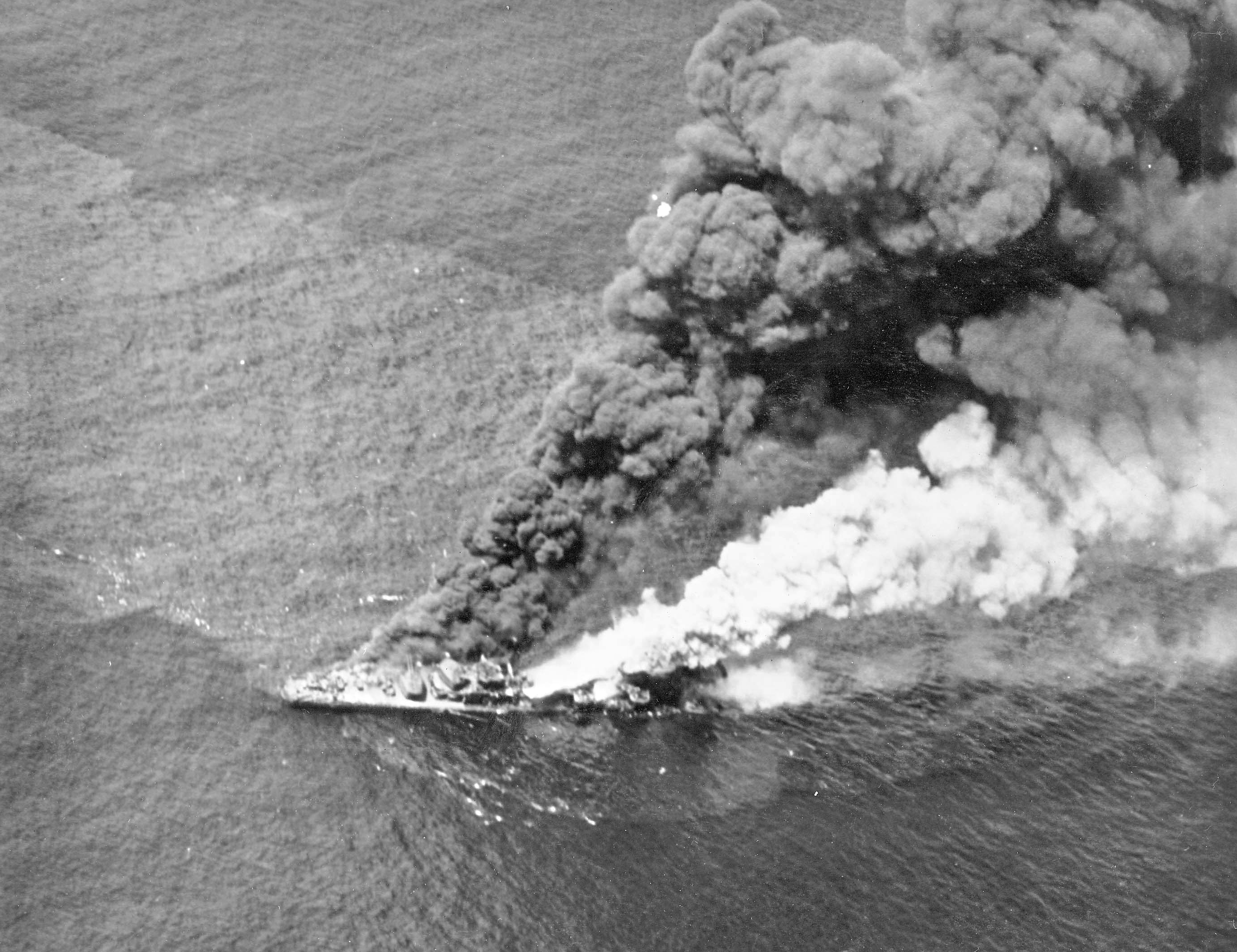
Гибель «Вакацуки». Снимок с американского самолёта.

«Вакацуки» участвовал в сражении в заливе Лейте в составе соединения Одзавы. В ходе боя у мыса Энганьо 25 октября он занимался спасением экипажей потопленных авианосцев «Дзуйкаку» и «Дзуйхо», смог в итоге прорваться и уйти в Японию.
29 октября-1 ноября эсминец сопроводил лёгкий крейсер «Оёдо» до Манилы.
8-11 ноября он вместе с 6 другими эсминцами сопровождал конвои ТА № 3 и 4 (всего 5 сухогрузов и 3 десантных корабля) из Манилы в Ормок. Утром 11 ноября 1944 года оба потрёпанных конвоя были атакованы американской палубной авиацией (Битва в Ормокском заливе), и её первыми целями стали «Симакадзэ» (на котором держал свой флаг контр-адмирал Хаякава) и «Вакацуки», из-за своих размеров и силуэтов ошибочно опознанные американцами как крейсера. Эти два эсминца были быстро потоплены (из 600 членов их экипажей спаслось только 131), а за ними пришёл черёд и оставшихся кораблей. Из всего соединения в Манилу смог прорваться лишь один «Асасимо».
10 января 1945 года «Вакацуки» был исключён из списков флота.

## Командиры
1.5.1943 — 11.11.1944 капитан 2 ранга (тюса) Ясуацу Судзуки (яп. 鈴木保厚).